# جی. ویلیام دمهاف
جی. ویلیام دمهاف (انگلیسی: G. William Domhoff؛ ۶ اوت ۱۹۳۶ – ) روانشناس و جامعه‌شناس اهل ایالات متحده آمریکا است که در دانشگاه کالیفرنیا، سانتا کروز فعالیت می‌کند. او چندین کتاب پرفروش از جمله چه کسی بر آمریکا حکومت می‌کند؟ نوشته‌است.